# Сировина
Сировина́ — природні, антропогенні або техногенні речовини та матеріали безпосередньо з яких виробляється продукція. Зазвичай сировиною не називають складні високотехнологічні вироби для яких використовують термін «комплектувальні вироби» тощо.
Сировина у процесі виробництва створює речову основу готової продукції або напівфабрикатів. За економічним значенням та роллю, яку сировина виконує у виробничому процесі, вона має багато спільного з основними матеріалами.

## Класифікація
Сировину поділяють на промислову, яку видобувають і виробляють у промисловості та використовують головним чином галузі важкої індустрії, та сільськогосподарську, яку виготовляють у галузях сільського господарства і споживають в основному галузі легкої і харчової промисловості.
Промислова сировина в свою чергу поділяється на мінеральну (руди, вугілля, нафта, природні гази, солі тощо), яку видобувають з надр землі, і штучну (синтетичні смоли, пластмаси, синтетичний каучук тощо), а за виробничим призначенням — на основну і допоміжну. В деяких галузях промисловості сировина поділяється на первинну (в металургії — руди, в паперовій промисловості — целюлоза) і вторинну (брухт, макулатура).
Сільськогосподарську сировину поділяють на сировину тваринну (м'ясо, риба, молоко, вовна, шкіра тощо) і сировину рослинну (зернові культури, бавовна, льон, картопля, цукрові буряки тощо).